# Петрівська сільська рада (Балаклійський район)
Петрі́вська сільська́ ра́да — колишній орган місцевого самоврядування в Балаклійському районі Харківської області. Адміністративний центр — село Петрівське.

## Загальні відомості
- Петрівська сільська рада утворена в 1928 році.
- Територія ради: 154,483 км²
- Населення ради: 3 942 особи (станом на 2001 рік)
- Територією ради протікає річка Сіверський Донець.

## Населені пункти
Сільській раді підпорядковані населені пункти:
- с. Петрівське
- с. Берестянки
- с. Завгороднє

## Склад ради
Рада складається з 20 депутатів та голови.
- Голова ради: Фоменко Володимир Михайлович
- Секретар ради: Водополова Ірина Михайлівна

### Керівний склад попередніх скликань
| Прізвище, ім'я, по батькові  | Основні відомості                                                         | Дата обрання | Дата звільнення |
| ---------------------------- | ------------------------------------------------------------------------- | ------------ | --------------- |
| Фоменко Володимир Михайлович | Сільський голова, 1956 року народження, освіта вища, безпартійний         | 26.03.2006   | 31.10.2010      |
| Фоменко Володимир Михайлович | Сільський голова, 1956 року народження, освіта вища, член Партії регіонів | 31.10.2010   |                 |

Примітка: таблиця складена за даними сайту Верховної Ради України

### Депутати
За результатами місцевих виборів 2010 року депутатами ради стали:

#### За суб'єктами висування
| Суб'єкт висування                                       | Кількість обраних депутатів | %  |
| ------------------------------------------------------- | --------------------------- | -- |
| Партія регіонів                                         | 11                          | 55 |
| Політична партія Всеукраїнське об'єднання «Батьківщина» | 5                           | 25 |
| Самовисування                                           | 3                           | 15 |
| Комуністична партія України                             | 1                           | 5  |

#### За округами
| № округу                                                | Прізвище, ім'я, по батькові     | Дата визнання обраним | Освіта  | Партійна приналежність                        | Відомості про обраного депутата                             |
| ------------------------------------------------------- | ------------------------------- | --------------------- | ------- | --------------------------------------------- | ----------------------------------------------------------- |
| Комуністична партія України                             |                                 |                       |         |                                               |                                                             |
| 8                                                       | Бейкун Володимир Миколайович    | 01.11.2010            | вища    | член Комуністичної партії України             | ВАТ «Балмолоко Плюс», охоронець                             |
| Партія регіонів                                         |                                 |                       |         |                                               |                                                             |
| 1                                                       | Водополова Ірина Михайлівна     | 01.11.2010            | вища    | член Партії регіонів                          | Петрівська сільська рада, секретар                          |
| 2                                                       | Федорченко Тетяна Олексіївна    | 01.11.2010            | вища    | член Партії регіонів                          | Будинок культури, директор                                  |
| 3                                                       | Зуй Неля Олексіївна             | 01.11.2010            | вища    | член Партії регіонів                          | пенсіонер                                                   |
| 5                                                       | Лаптева Ніна Іванівна           | 01.11.2010            | вища    | член Партії регіонів                          | приватний підприємець                                       |
| 7                                                       | Гущіна Наталія Василівна        | 01.11.2010            | вища    | член Партії регіонів                          | пенсіонер                                                   |
| 10                                                      | Губенко Олена Іванівна          | 01.11.2010            | вища    | член Партії регіонів                          | Петрівська сільська рада, спеціаліст                        |
| 11                                                      | Зубенко Наталія Федорівна       | 01.11.2010            | середня | член Партії регіонів                          | Петрівська дільнична лікарня, медсестра                     |
| 13                                                      | Кононова Інна Іванівна          | 01.11.2010            | середня | член Партії регіонів                          | Петрівська сільська рада, спеціаліст                        |
| 14                                                      | Токарев Олександр Володимирович | 01.11.2010            | середня | член Партії регіонів                          | Петрівська дільнична лікарня, фельдшер                      |
| 17                                                      | Романюк Олена Іванівна          | 01.11.2010            | вища    | член Партії регіонів                          | Будинок дитячої та юнацької творчості, директор             |
| 19                                                      | Токарєва Наталія Григорівна     | 01.11.2010            | вища    | член Партії регіонів                          | Петрівський аграрний ліцей, викладач                        |
| Політична партія Всеукраїнське об'єднання «Батьківщина» |                                 |                       |         |                                               |                                                             |
| 6                                                       | Процай Оксана Олексіївна        | 01.11.2010            | вища    | член Всеукраїнського об'єднання «Батьківщина» | Будинок дитячої та юнацької творчості, керівник гуртків     |
| 12                                                      | Лягушина Світлана Михайлівна    | 01.11.2010            | середня | член Всеукраїнського об'єднання «Батьківщина» | Петрівський аграрний ліцей, вихователь                      |
| 15                                                      | Цапков Сергій Миколайович       | 01.11.2010            | середня | член Всеукраїнського об'єднання «Батьківщина» | Балаклійська місцева пожежна охорона, начальник караулу     |
| 16                                                      | Водополова Любов Миколаївна     | 01.11.2010            | середня | член Всеукраїнського об'єднання «Батьківщина» | пенсіонер                                                   |
| 20                                                      | Канаєва Наталія Іванівна        | 01.11.2010            | середня | член Всеукраїнського об'єднання «Батьківщина» | ТОВ «Інтербау-спорт», оператор                              |
| Самовисування                                           |                                 |                       |         |                                               |                                                             |
| 4                                                       | Коржукова Олена Володимирівна   | 01.11.2010            | середня | позапартійна                                  | тимчасово не працює                                         |
| 9                                                       | Мандрикіна Тетяна Василівна     | 01.11.2010            | вища    | позапартійна                                  | Петрівське поштове відділення зв'язку, заступник начальника |
| 18                                                      | Алтухова Вікторія Вікторівна    | 01.11.2010            | середня | позапартійна                                  | ПП «Лаптєва», продавець                                     |